# Hayden Wilde
Hayden Wilde (Taupo, 1 de setembre de 1997) és un triatleta professional neozelandès. Va ser el medallista de plata als Jocs Olímpics d'estiu de 2024 a París i el medallista de bronze als Jocs Olímpics d'estiu de 2020 de Tòquio, el medallista de plata als Jocs de la Commonwealth de 2022 i el guanyador del Campionat del Món XTERRA de 2021. Va acabar segon a la sèrie de campionats de Super League Triathlon de 2021, després d'haver guanyat la cursa SLT de Londres. Wilde va guanyar la sèrie de campionats de triatló de la Super League 2022, després d'haver guanyat 3 de les 5 curses de la sèrie.

## Biografia

### Infantesa
Wilde va néixer a Taupo, és el més jove de tres germans, i va créixer a Whakatāne, Nova Zelanda. Va assistir a Trident High School. En créixer, Wilde va jugar a futbol i hoquei abans de passar a córrer per fer fitness.

### Carrera
Wilde ha estat entrenat per Craig Kirkwood des del 2016 després de vèncer Kirkwood en una mitja marató local i actualment entrena a Tauranga, Nova Zelanda. Va començar a triatló després de veure l'esdeveniment als Jocs Olímpics d'estiu de 2016 de Rio de Janeiro.
Wilde prové d'un entorn off-road de llarga distància i anteriorment ha estat campió del món ITU Cross Tri U23.
Entre les seves marques més destacades s'inclouen:
- 3r lloc a l'esdeveniment de classificació olímpica de triatló mundial de la ITU de Tòquio 2019[13]
- 4t lloc a l'ITU World Triathlon Edmonton 2019[14]
- 6è lloc al Triatló Mundial d'Hamburg Wasser 2019[15]
- 10è lloc al Daman World Triathlon Abu Dhabi 2019[16]
- 1r lloc als Campionats d'Oceania de triatló Sprint OTU de Devonport 2019[11]
- 3r lloc als Jocs Olímpics d'estiu de Tòquio 2020.[1]
- 2n lloc a la sèrie de campionats de triatló de la Super League 2021.[3]
- 2n lloc als Jocs Olímpics d'estiu de Paris 2024.[17]

### 2022
Wilde va guanyar la final de la sèrie Arena Games Triathlon 2022, celebrada a Marina Bay, Singapur. Va ser la seva cursa de debut en el format Arena Games Triathlon. Aquest resultat també va ser prou bo per veure Wilde acabar cinquè al Campionat del Món inaugural de triatló Esport.
Va guanyar una medalla de plata als Jocs de la Commonwealth de 2022. No obstant això, va tenir polèmica quan va ser sancionat per no encendre la seva bicicleta correctament, li va costar una penalització de deu segons, i finalment va perdre l'or davant l'anglès Alex Yee. Malgrat això, l'esportivitat de Wilde va ser elogiada per la premsa i les xarxes socials.
Wilde va començar amb força la temporada 2022 de triatló de la Super League (SLT). Va defensar el seu títol de SLT London, amb la seva segona victòria a la capital britànica,[27] i després va acabar tercer a SLT Munich la setmana següent. Va seguir el seu èxit a principis de temporada amb més victòries a SLT Malibu i SLT Toulouse, el primer esdeveniment de la Super League que es va celebrar a França. Va acabar tercer a la final de la sèrie SLT de 2022 a NEOM, això va ser suficient per aconseguir la victòria general de la sèrie.

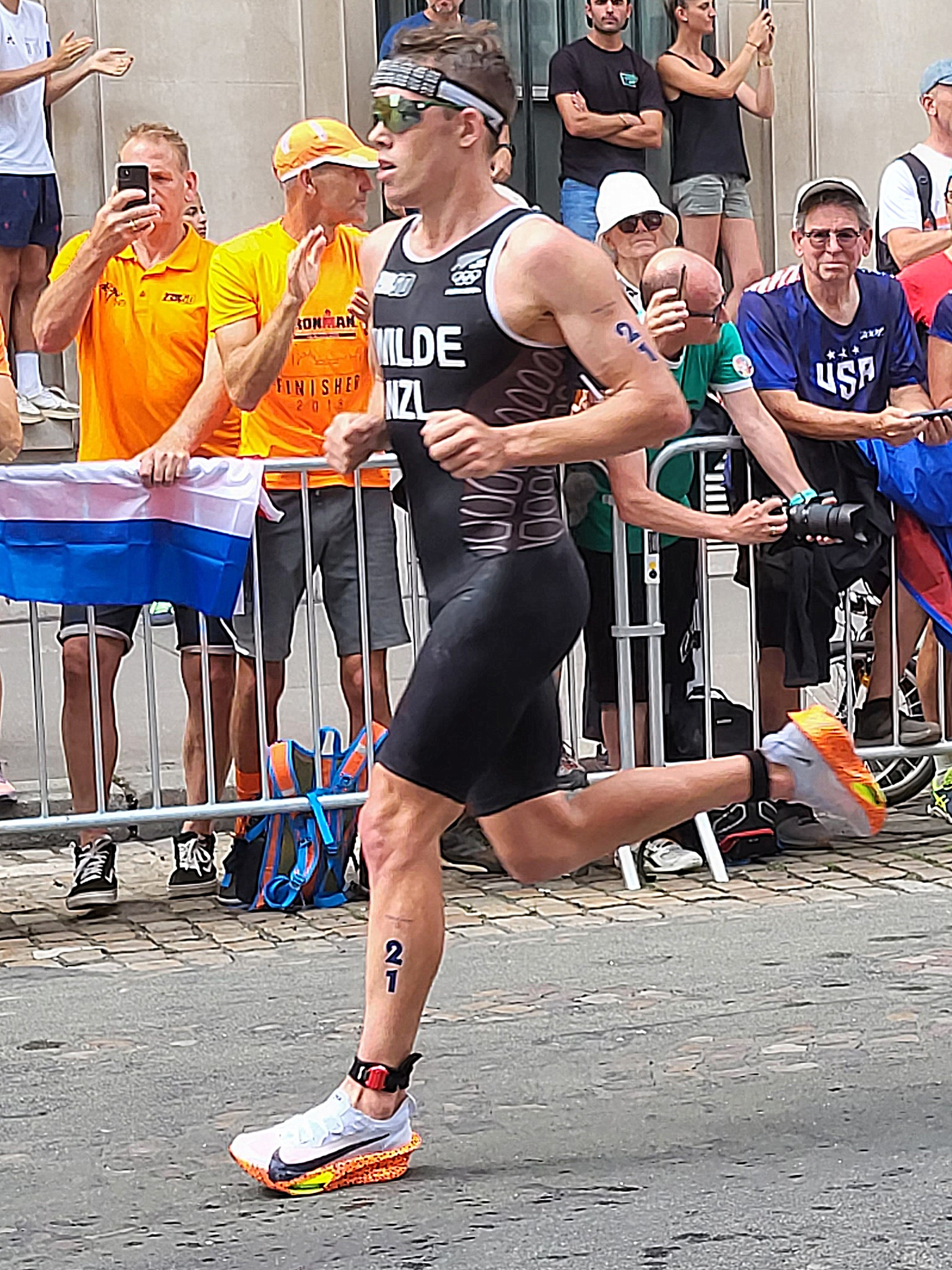
Hayden Wilde a les Olimpiades de París 2024.

Va impugnar la seva penalització al Triatló als Jocs de la Commonwealth de 2022, però va ser rebutjat.
Aquell mateix any va aconseguir el patrocini de Red Bull.